# Teodor Axentowicz

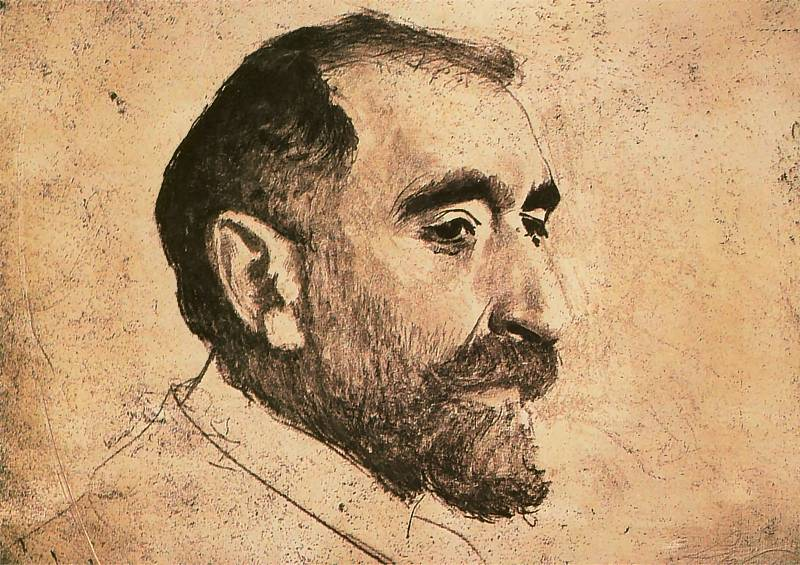
Selbstporträt 1907

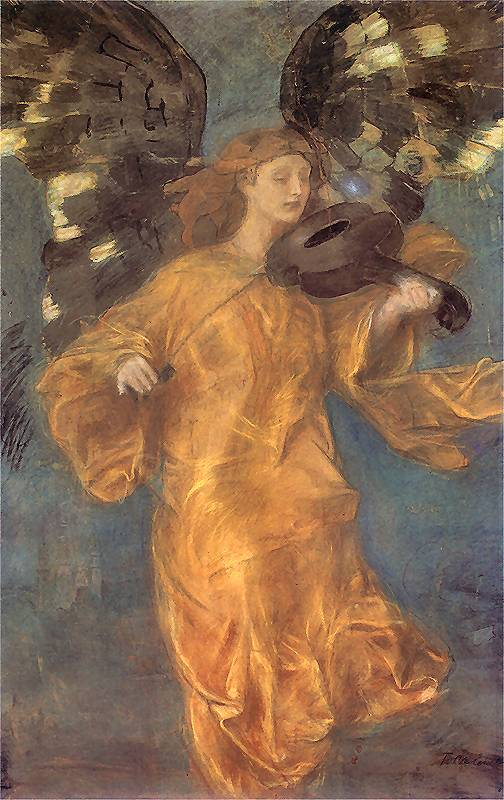
Der goldene Engel

Teodor Axentowicz (armenisch Թեոդոր Աքսենտովիչ), * 13. Mai 1859 in Kronstadt, Siebenbürgen, Kaisertum Österreich; † 26. August 1938 in Krakau, war ein polnischer Maler, Zeichner und Grafiker armenischer Herkunft.

## Leben
Von 1879 bis 1882 studierte Axentowicz an der Akademie der Bildenden Künste München und anschließend von 1882 bis 1895 bei Emile Auguste Carolus-Duran in Paris. 1894 arbeitete er zusammen mit Wojciech Kossak und Jan Styka an der Umsetzung von Panorama von Racławice. Axentowicz ging 1895 nach Krakau und wurde dort Professor an der Jan-Matejko-Akademie der Schönen Künste Krakau und 1910 deren Rektor bis 1934.

## Schüler (Auswahl)
- Leopold Gottlieb
- Alfred Macalik
- Edward Rydz-Śmigły
- Johann Wilhelm von Tscharner
- Leonard Wintorowski